# Isabelle Boni-Claverie
Pour les articles homonymes, voir Boni et Claverie.
Isabelle Boni-Claverie, née le 27 février 1972 à Tiassalé en Côte d'Ivoire, est une réalisatrice, scénariste et écrivaine franco-ivoirienne.

## Biographie
Elle naît en 1972, à Tiassalé en Côte d'Ivoire. Elle est la nièce de Danièle Boni-Claverie, ministre de la Communication sous la présidence de Henri Konan Bédié (1993-1999) et ministre de la Femme, de la Famille et de l'Enfant dans le gouvernement Aké N'Gbo (2010-2011). Alphonse Boni, magistrat, président de la Cour suprême de justice et ministre de la Justice de la Première République de Côte d'Ivoire, était son grand-père. 
Son roman, La Grande Dévoreuse, écrit à l'âge de 17 ans, la place 2e lauréate du Prix du jeune écrivain de langue française. D'abord publié en 1990 par les Éditions de La Découverte, sous forme d'un ouvrage collectif, Villes d'exil et autres nouvelles, La Grande dévoreuse est réédité en 2000 par les NEI (Nouvelles éditions ivoiriennes).
De 1993 à 2005, elle écrit pour la presse et collabore ainsi à Planète Jeunes, la Revue noire et Afrique magazine.
Diplômée de la Fémis, Isabelle Boni-Claverie réalise deux courts métrages internationalement primés : Le Génie d'Abou (1998) et Pour la nuit (2004) qui reçoit le Prix du Jury du Festival Provence terre de cinéma, le Prix d'interprétation féminine du Festival international du court métrage d'Abidjan, la Mention spéciale du Festival du cinéma d'Afrique, d'Asie et d'Amérique latine de Milan[réf. nécessaire], la Mention spéciale du Jury œcuménique-Signis, le Prix du public de la maison d'arrêt d'Amiens.
Elle réalise aussi des documentaires : La Coiffeuse de la rue Pétion (1999), L'Image, le vent et Gary Cooper (2001), Documenta Opening Night (Arte, 2002).
En tant que scénariste, elle a collaboré à l'écriture de séries télévisées populaires comme Plus belle la vie (France 3, 2007) ou Seconde Chance (TF1, 2008 / 2009). Elle travaille également avec le cinéaste Haroun Mahamat Saleh pour son téléfilm Sexe, gombo et beurre salé (Arte, 2007). Elle co-écrit le long métrage documentaire d'Idrissou Mora Kpaï, Arlit, deuxième Paris (2005, Prix du meilleur documentaire, Festival du film francophone de Namur).
En 2015, elle réalise Trop noire pour être Française ?, un documentaire diffusé en juillet 2015 sur Arte : « Mêlant approche intimiste et témoignages d'historiens, de sociologues et de citoyens français noirs de peau, Isabelle Boni-Claverie livre un documentaire émouvant et instructif. Il y est question du regard des autres, d'incompréhensions et surtout de l'hypocrisie qui règne dans une société française où le passé colonial conditionne encore le regard des Blancs sur leurs compatriotes noirs ». Deux ans plus tard, elle publie aux éditions Tallandier un récit autobiographique également intitulé Trop noire pour être Française.
En 2016, elle est interviewée par Mame-Fatou Niang dans le film Mariannes noires.

## Publications
- Collectif et Isabelle Boni-Claverie (préf. Georges-Olivier Châteaureynaud), Villes d'exil et autres nouvelles : La Grande Dévoreuse, Paris, Le Monde Éditions, 1990, 135 p. (ISBN 2-8789-9006-4 et 978-2-8789-9006-5)
- « But You Can't Run Away from Yourself » (nouvelle), Revue noire, no 19, décembre 1995
- « Paule » (nouvelle), Le Moule à gaufre, no 6
- La Grande Dévoreuse, Nouvelles éditions ivoiriennes, 2000

## Filmographie

### Cinéma
Réalisatrice :
- 1998 - Le Génie d'Abou[5] ;
- 1999 - La Coiffeuse de la rue Pétion[7], documentaire ;
- 2001 - L'Image, le vent et Gary Cooper[8], documentaire commandé par le Centre de cultures contemporaines de Barcelone pour l'exposition « Afriques, l'artiste et la ville », projeté à la cinémathèque de Tel-Aviv ;
- 2002 - Saturnin et les fantômes[4] d'Isabelle Morin ;
- 2002 - Le Corps de mon père ;
- 2004 - Pour la nuit[15],[6] ;
- 2005 - Arlit, deuxième Paris[16],[11], documentaire, + co-scénariste ;
- 2010 - Chronique d'un apprivoisement ;
- 2011 - Cherchez l'intrus ;
- 2011 - Heart of Blackness[17], avec Danny Glover, réalisatrice et co-scénariste.

### Télévision
- 2002 - Documenta Opening Night, pour Arte, réalisatrice ;
- 2007 - Plus belle la vie, saison 3, scénario & adaptation, épisodes 195, 199, 217, 219 à 223, 225 à 236 ;
- 2008 - Sexe, gombo et beurre salé[18],[10], scénariste ;
- 2008 - Diane femme flic, épisode Poupée cassée ;
- 2008 / 2009 - Seconde Chance, épisodes 36, 46, 49, 50, 52 à 54, 59, 70, 75, 80, 81, 83, 87, 92, 95, 96, 98, 99, 100, 101, 114, 115, 120 à 122, 134, 135, 145 (+ réal.), 152, 158 (+ réal.), 167, 173 (+ réal.), 174 (+ réal.), 176 (+ réal.) à 180 ;
- 2010 - Sœur Thérèse.com, épisode Le Dernier combat ;
- 2011 - Cœur Océan, saison 5, épisode 17 ;
- 2015 - Trop noire pour être Française ?[19],[20], pour Arte, réalisatrice.
- 2021 - Plus belle la vie, saison 18, dialogues

## Récompenses
- 2002 - Saturnin et les fantômes, Lauréat de la bourse Beaumarchais du Fonds de la création scénaristique du festival international du film d'Amiens ;
- 2004 - Festival international du film d'Amiens, Pour la nuit :
  - Mention spéciale du Jury œcuménique-Signis, meilleur court-métrage ;
  - Prix du Public de la maison d'arrêt d'Amiens ;
  - Prix des Prisonniers masculins de la maison d'arrêt d'Amiens.
- 2004 - Arlit, deuxième Paris :
  - Bayard d'or, meilleur documentaire, Festival du film francophone de Namur ;
  - Prix du meilleur documentaire, Festival du cinéma d'Afrique, d'Asie et d'Amérique latine ;
  - Prix du cinéma du monde, Westphalie-Rhénanie du Nord ;
  - Prix Amiens Métropole, Festival international du film d'Amiens ;
  - Prix du meilleur documentaire, Muestra de Cine Africano de Tarifa ;
  - Prix de l'institut français, Festival international du film d'Innsbruck.
- 2005 :
  - Lauréat de la bourse Beaumarchais du Fonds de la création scénaristique du festival international du film d'Amiens, pour Chronique d'un apprivoisement ;
  - Nommée pour le Pardino d'or - Leopards de Demain, Festival international du film de Locarno, pour Pour la nuit.